# Biantidae
Biantidae zijn een familie van hooiwagens (Opiliones) met zo'n 130 soorten.

## Beschrijving
Biantidae zijn tussen 1.5 en 5.5 millimeters lang, met benen van 3 tot 25 millimeter.

## Geslachten

### Biantinae
- Anaceros Lawrence, 1959 — Madagaskar (4 soorten)
- Biantella Roewer, 1927 — Kameroen (1 soort)
- Biantes Simon, 1885 — Nepal, India, Myanmar, Sumatra, Seychellen (30 soorten)
- Biantessus Roewer, 1949 — zuid Afrika (2 soorten)
- Biantomma Roewer, 1942 — Bioko (1 soort)
- Clinobiantes Roewer, 1927 — Kameroen (1 species)
- Cryptobiantes Kauri, 1962 (1 soort)
- Eubiantes Roewer, 1915 — oost Afrika (1 soort)
- Fageibiantes Roewer, 1949 — Madagaskar (2 soorten)
- Hinzuanius Karsch, 1880 — Madagaskar, Socotra, Comoren, Ethiopië (14 soorten)
- Ivobiantes Lawrence, 1965 (1 soort)
- Metabiantes Roewer, 1915 — Afrika (41 soorten)
- Monobiantes Lawrence, 1962 (1 soort)
- Probiantes Roewer, 1927 — India (1 soorten)

### Lacurbsinae
- Eulacurbs Roewer, 1949 — Ghana (1 soort)
- Heterolacurbs Roewer, 1912 — Togo (1 soort)
- Lacurbs Sørensen, 1896 — Kameroen, Ivoorkust (2 soorten)
- Metalacurbs Roewer, 1914 — West-Afrika (4 soorten)
- Prolacurbs Roewer, 1949 — Ghana (1 soort)

### Stenostyginae
- Bidoma Silhavy, 1973 — Haïti (1 soort)
- Caribbiantes Silhavy, 1973 — Cuba (1 soort)
- Decuella Avram, 1977 — Cuba (1 soort)
- Galibrotus Silhavy, 1973 — Cuba (3 soorten)
- Manahunca Silhavy, 1973 — Cuba (3 soorten)
- Martibianta Silhavy, 1973 — Maagdeneilanden (1 soort)
- Negreaella Avram, 1977 — Cuba (5 soorten)
- Stenostygnus Simon, 1879 — noordelijk Zuid-Amerika (1 soort)
- Vestitecola Silhavy, 1973 — Haïti (1 soort)

### Zairebiantinae
- Zairebiantes H. Kauri, 1985 — Zaïre (1 soort)